# آپودی (بازیکن فوتبال)
آپودی (به پرتغالی: Luiz Diallisson de Souza Alves) مدافع اهل برزیل است که در ۱۳ دسامبر ۱۹۸۶ در شهر Apodi-RN به دنیا آمده‌است.
آپودی در تیم‌های فوتبال Vitória سابقهٔ حضور دارد.